# 中国人民解放军陆军第十七军
中国人民解放军陆军第十七军，是中国人民解放军陆军曾经的一个军。

## 沿革

### 第一次编成
1949年2月，中原野战军第11纵队及冀鲁豫部队一部在河南省项城地区合编组成中国人民解放军第十七军，王秉璋任军长，赵健民任政治委员，萧元礼任副政治委员，刘星任参谋长，裴志耕任政治部主任，王耀华任后勤部部长。原辖第31旅改称第49师，汪家道任师长，况玉纯任师政治委员；第32旅改称第50师，胡华居任师长，卿正兴任师政治委员；由原冀鲁豫军区独立第1、第3旅和独立支队合编组成第51师，闵学胜任师长，崔子明任师政治委员。全军共2.4万余人，归第二野战军第五兵团建制。
1950年1月，第17军入滇部队返回贵州。3月初，根据中央军委命令，为了加强地方工作，第17军军部奉命兼贵州军区安顺军分区、第49师兼兴仁军分区，第50师兼镇远军分区、第51师兼独山军分区。1952年3月17日，第17军番号撤销。撤编前下辖：
- 第四十九师
- 第五十师
- 第五十一师

### 第二次编成
1968年8月26日经中央军委批准：武汉军区在湖北省孝感市、孝昌、花园镇组建陆军第十七军（代号：8170部队），军部驻扎在湖北、孝昌县、花园镇。张治银任军长，张昭剑任政委。下辖：
- 第29师：师部驻扎在湖北孝感花园镇（1951年2月隶属第二野战军第3兵团第10军建制，1961年6月改为武汉军区直辖独立师。1969年12月改称第49师（代号:8199部队），1972年11月改为：34560部队。）
- 第50师：师部驻扎在湖北天门多祥镇.刘家河（原河南省军区独立一师，1966 年6月由河南省军区8个独立营为基础扩编为省军区独立一师，1968年8月改称第50师（代号：8171部队），1972年11月改为：34110部队。）
- 第51师：师部驻扎在湖北襄樊市。（原属湖北省军区独立管辖，1966 年9月“文革期间”由湖北省公安内卫部队，代号：8201部队整编为湖北省军区独立师，驻扎武汉市。 1968年8月改代号：8222部队，1971年11月迁至湖北省襄阳县黄集镇，1972年11月改为：34310部队。）

1972年11月24日，中央军委电复武汉军区，同意撤销陆军第17军建制。1973年2月9日陆军第17军正式撤消，军直各部队调配其它部队。

## 编制
1972年撤编前，陆军第十七军下辖：
- 陆军第四十九师
- 陆军第五十师
- 陆军第五十一师